# Sassari-Cagliari
La Sassari-Cagliari es una antigua carrera ciclista italiana menor disputada entre 1948 y 1983 en Cerdeña. Creada por Franco Pretti, el recorrido seguido era la carretera que llega a Cagliari desde Sassari, la SS 131. A lo largo de sus 31 ediciones ha tenido diferentes nombres: GP Alghero de 1965 a 1967, Monte Urpino en 1975 y Cagliari-Sassari en 1951, 1980 y 1982.

## Palmarés
| Año  | Ganador                | Segundo                  | Tercero               |
| ---- | ---------------------- | ------------------------ | --------------------- |
| 1948 | Adolfo Leoni           | Luciano Maggini          | Giovanni Corrieri     |
| 1949 | Italo De Zan           | Vincenzo Rossello        | Marcello Paolieri     |
| 1950 | No disputado           | No disputado             | No disputado          |
| 1951 | Renzo Soldani          | Gino Bartali             | Giancarlo Astrua      |
| 1952 | Giovanni Corrieri      | Mario Bartoni            | Danilo Barozzi        |
| 1953 | Fiorenzo Magni         | Giuseppe Minardi         | Giovanni Corrieri     |
| 1954 | Hugo Koblet            | Stefano Gaggero          | Remo Bartalini        |
| 1955 | Donato Piazza          | Vincenzo Zucconelli      | Bruno Monti           |
| 1956 | Nello Fabbri           | Giuseppe Pintarelli      | Bruno Monti           |
| 1957 | Alfred De Bruyne       | Rik Van Looy             | Guido Boni            |
| 1958 | No disputado           | No disputado             | No disputado          |
| 1959 | Edgard Sorgeloos       | Vito Favero              | Guido Carlesi         |
| 1960 | Miguel Poblet          | Rik Van Looy             | Rino Benedetti        |
| 1961 | No disputado           | No disputado             | No disputado          |
| 1962 | Guido Carlesi          | Livio Trape              | Franco Magnani        |
| 1963 | Battista Babini        | Antonio Suárez           | Luigi Mele            |
| 1964 | Edgard Sorgeloos       | Antonio Suárez           | Guido Carlesi         |
| 1965 | Rik Van Looy           | Edward Sels              | Jean Graczyk          |
| 1966 | Pasquale Fabbri        | Giampiero Macchi         | Adriano Durante       |
| 1967 | Robert Lelangue        | Henri De Wolf            | Evert Dolman          |
| 1968 | Franco Bitossi         | Jos van der Vleuten      | Eddy Merckx           |
| 1969 | Vittorio Adorni        | Giuseppe Milioli         | Luigi Sgarbozza       |
| 1970 | Rudi Altig             | Attilio Rota             | Giacinto Santambrogio |
| 1971 | Albert Van Vlierberghe | Guido Reybrouck          | Patrick Sercu         |
| 1972 | Giancarlo Polidori     | Romano Tumellero         | Patrick Sercu         |
| 1973 | Patrick Sercu          | Marino Basso             | Franco Ongarato       |
| 1974 | Giancarlo Polidori     | Wilmo Francioni          | Joseph Bruyère        |
| 1975 | Eddy Merckx            | Gianbattista Baronchelli | Roland Salm           |
| 1976 | Roger De Vlaeminck     | Franco Bitossi           | Gary Clively          |
| 1977 | Ercole Gualazzini      | Pierino Gavazzi          | Felice Gimondi        |
| 1978 | Roger De Vlaeminck     | Giuseppe Martinelli      | Franco Bitossi        |
| 1979 | No disputado           | No disputado             | No disputado          |
| 1980 | Serge Parsani          | Claudio Torelli          | Carmelo Barone        |
| 1981 | No disputado           | No disputado             | No disputado          |
| 1982 | Alfons De Wolf         | Pierangelo Bincoletto    | Giovanni Mantovani    |
| 1983 | Giuseppe Saronni       | Giovanni Mantovani       | Frits Pirard          |

## Palmarés por países
| País     | Victorias |
| -------- | --------- |
| Italia   | 17        |
| Bélgica  | 11        |
| España   | 1         |
| Suiza    | 1         |
| Alemania | 1         |

- Datos: Q3473827